# 마천면
마천면(馬川面)은 대한민국의 경상남도 함양군에 설치된 면이다.

## 개요
마천면은 지리산 천왕봉이 어디에서나 가장 잘 보이는 곳으로, 지리산이 관광 자원이 되고 있다. 2012년 5월 함양군이 마천면의 지리산면 명칭 변경을 결의하자, 산청, 하동, 남원, 구례 등의 인접한 지자체의 반발을 사고 있다.

## 법정리
- 가흥리(佳興里): 마천면 행정복지센터 소재지
- 강청리(江淸里)
- 구양리(九楊里)
- 군자리(君子里)
- 덕전리(德田里)
- 삼정리(三丁里)
- 의탄리(義灘里)
- 창원리(昌元里)
- 추성리(楸城里)

## 관광
- 지리산 천왕봉 등산로
- 지리산둘레길
- 지리산자락길
- 칠선계곡 탐방로
- 자연휴양림
- 백무동 계곡
- 한신 계곡
- 금대암
- 영원사
- 서암정사
- 벽송사
- 덕전리 마애여래입상

## 음식
- 염소
- 석이버섯
- 흑돼지
- 옷닭
- 산채정식과 비빔밥
- 곶감
- 산채류 등

## 교육
- 마천초등학교 (덕전리)
  - 등구분교 (폐교) - 마천면 지리산가는길 225 (구양리)
  - 의탄분교 (폐교) - 마천면 금계길 1 (의탄리)
- 마천중학교 (덕전리)

## 시장
- 함양중앙상설시장
- 마천시장
- 안의시장
- 서상시장
- 함양토종약초시장